# Francisco León de la Barra
Francisco León de la Barra (Querétaro, 16 juni 1863 - Biarritz, 23 september 1939) was een Mexicaans politicus, jurist en diplomaat. In 1911 was hij gedurende een aantal maanden interim-president van Mexico.

## Vroege jaren
De la Barra werd geboren als zoon van een Chileense immigrant. Hij studeerde recht aan de Nationale Universiteit van Mexico en specialiseerde zich in internationaal recht. Hij begon zijn politieke carrière als afgevaardigde in 1891. Hij klom op in de bestuurlijke kringen van het Mexico van Porfirio Díaz. In 1896 werd hij benoemd tot ambassadeur in Argentinië en in 1905 in Nederland. In 1907 was hij vertegenwoordiger voor Mexico bij de Vredesconferentie van Den Haag.
In 1909 benoemde Díaz De la Barra tot ambassadeur in de Verenigde Staten. Nadat de Mexicaanse Revolutie uitbrak wist hij de Amerikaanse president William Howard Taft over te halen zich neutraal op te stellen in het conflict en een wapenembargo in te stellen. Hierna besloot Díaz hem te benoemen tot minister van buitenlandse zaken. Op 25 mei werd Díaz door de revolutionairen van Francisco I. Madero gedwongen af te treden, zodat volgens de grondwet De la Barra tot interim-president werd benoemd.

## President
De la Barra poogde tijdens zijn bewind de orde die er in het Porfiriaanse Mexico had geheerst te herstellen, maar tegelijkertijd het land te democratiseren. Hoewel veel van zijn ministers aanhangers waren geweest van de verdreven dictator, waren het toch de meer progressieven onder hen. De la Barra voerde een aantal kleine sociale hervormingen door en liet democratische verkiezingen uitschrijven, maar voor de rest kenmerkte zijn regering zich door het tegenwerken van echte vernieuwing. Madero, die de revolutie had gewonnen maar geen president wilde worden zonder eerst gekozen te zijn, liet De la Barra zijn gang gaan, en vond dat hijzelf geen recht had De la Barra te dwingen andere beslissingen te nemen, daar hij geen president was. De la Barra liet de revolutionaire legers ontbinden ten gunste van het Federale Leger en dwong de revolutionairen die zich weigerden te ontwapenen met militair geweld hun wapens in te leveren. Nadat De la Barra generaal Victoriano Huerta naar Morelos stuurde om daar het Bevrijdingsleger van het Zuiden van Emiliano Zapata te ontwapenen, hervatte Zapata zijn opstand en poogde hij de revolutie voort te zetten. Veel revolutionairen keerden zich tegen De la Barra en Madero, en verweten Madero dat hij de revolutie had verraden.

## Latere jaren
De presidentsverkiezingen die door De la Barra waren uitgeschreven werden gewonnen door Madero, en op 6 november droeg De la Barra zijn ambt over. De la Barra werd in 1912 in de Kamer van Senatoren gekozen en werd een jaar later gouverneur van de deelstaat Mexico. Hij speelde een dubieuze rol tijdens de decena trágica, de staatsgreep waarbij Huerta Madero uit het zadel stootte en vermoordde. De la Barra drong tijdens de gevechten aan dat Madero af moest treden, en werd na de machtsovername van Huerta minister van buitenlandse zaken. Nadat De la Barra de Amerikaanse president Woodrow Wilson niet kon overtuigen Huerta's regering te erkennen werd hij door Huerta ontslagen en benoemd tot ambassadeur in Frankrijk.
In 1914 stond De la Barra op het punt terug te keren naar Mexico, toen Huerta omver werd geworpen door het Constitutionalistische Leger van Venustiano Carranza. Daar de constitutionalisten verklaarden dat niemand die een functie had bekleed onder Huerta nog een publieke functie mocht bekleden besloot De la Barra niet terug te keren, en bleef voor de rest van zijn leven in Frankrijk wonen. Hij nam deel aan de conferentie die voorafging aan de Vrede van Versailles.
In de volgende jaren ontwikkelde hij zich tot een autoriteit op het gebied van internationaal recht en trad hij op als arbitrator in verschillende internationale conflicten. Hij was ervan overtuigd dat door arbitrage en conflictbemiddeling een nieuwe wereldoorlog kon worden voorkomen. Hij overleed in september 1939 in Biarritz, drie weken na het uitbreken van die oorlog.
- Biblioteca Nacional de España: XX1536412
- Bibliothèque nationale de France: cb10725955r (data)
- Gemeinsame Normdatei: 122362314
- International Standard Name Identifier: 0000 0000 2458 1090
- Library of Congress Control Number: n85123150
- Nationale Bibliotheek van Israël: 987007371668205171
- Nederlandse Thesaurus van Auteursnamen: 203403096
- SNAC: w6k10xvt
- Système universitaire de documentation: 123280982
- Virtual International Authority File: 27951812
- WorldCat: E39PBJhCC4G9pWjHjC7DWRRVG3